# Hozomeen Mountain
Hozomeen Mountain est un sommet de la chaîne des Cascades dans l'État de Washington, dans le Nord-Ouest des États-Unis. Il fait partie du chaînon Hozameen, dans les North Cascades.
Le mont Hozomeen est mentionné à plusieurs reprises dans le roman de Jack Kerouac Anges de la Désolation (1965). L'auteur a passé deux mois seul sur le pic de la Désolation (Desolation Peak) situé à proximité, appointé pour surveiller les feux de forêt.